# Kpoulou
Kpoulou est un arrondissement du département du Plateau au Bénin

## Géographie
Kpoulou est une division administrative sous la juridiction de la commune d'Adja-Ouèrè,.

## Démographie
Selon le recensement de la population effectué par l'Institut National de la Statistique Bénin en 2013, Kpoulou compte 13922 habitants pour une population masculine de 6986 contre 6936 femmes pour un ménage de 1946.